# Hospital General Mateu Orfila
L'Hospital General Mateu Orfila és l'hospital general de l'illa de Menorca.
Construït entre 2004 i 2006 amb un cost final de 58 milions d'euros, va ser inaugurat l'abril de 2007 en substitució del ja històric Hospital Verge del Toro. El seu nom és en honor del Doctor Mateu Orfila i Rotger, metge maonès de renom internacional per haver estat metge de Lluís XVIII de França, degà de la facultat de medicina de París durant 17 anys i considerat pare de la toxicologia moderna.
El nou hospital està situat a la ciutat de Maó amb direcció Avinguda Ronda s/n, Malbúger. Compta amb un centenar de llits essent referència per una població de 90.000 habitants.
A finals de 2017 es va inaugurar el nou búnker per poder realitzar els tractaments oncològics i així evitar els desplaçaments a Mallorca.
El centre ofereix les següents especialitats: cirurgia general i de l'aparell digestiu, cirurgia ortopèdica, traumatologia, urologia, obstetrícia i ginecologia, otorrinolaringologia, oftalmologia, anestesiologia i reanimació, medicina interna, pediatria, endocrinologia, nefrologia, hematologia, oncologia mèdica, radiodiagnòstic, aparell digestiu, reumatologia, neurologia, cardiologia, pneumologia i psiquiatria.
Actualment el gerent de l'hospital és el doctor Antoni Gómez Arbona, natural d'Alaior i metge de familia.